# NSU-Pretis
 (février 2025).
Si vous disposez d'ouvrages ou d'articles de référence ou si vous connaissez des sites web de qualité traitant du thème abordé ici, merci de compléter l'article en donnant les références utiles à sa vérifiabilité et en les liant à la section « Notes et références ».
 (février 2025).
La mise en forme du texte ne suit pas les recommandations de Wikipédia : il faut le « wikifier ».
Les points d'amélioration suivants sont les cas les plus fréquents. Le détail des points à revoir est peut-être précisé sur la page de discussion.
- Les titres sont pré-formatés par le logiciel. Ils ne sont ni en capitales, ni en gras.
- Le texte ne doit pas être écrit en capitales (les noms de famille non plus), ni en gras, ni en italique, ni en « petit »…
- Le gras n'est utilisé que pour surligner le titre de l'article dans l'introduction, une seule fois.
- L'italique est rarement utilisé : mots en langue étrangère, titres d'œuvres, noms de bateaux, etc.
- Les citations ne sont pas en italique mais en corps de texte normal. Elles sont entourées par des guillemets français : « et ».
- Les listes à puces sont à éviter, des paragraphes rédigés étant largement préférés. Les tableaux sont à réserver à la présentation de données structurées (résultats, etc.).
- Les appels de note de bas de page (petits chiffres en exposant, introduits par l'outil «  Source ») sont à placer entre la fin de phrase et le point final[comme ça].
- Les liens internes (vers d'autres articles de Wikipédia) sont à choisir avec parcimonie. Créez des liens vers des articles approfondissant le sujet. Les termes génériques sans rapport avec le sujet sont à éviter, ainsi que les répétitions de liens vers un même terme.
- Les liens externes sont à placer uniquement dans une section « Liens externes », à la fin de l'article. Ces liens sont à choisir avec parcimonie suivant les règles définies. Si un lien sert de source à l'article, son insertion dans le texte est à faire par les notes de bas de page.
- La présentation des références doit suivre les conventions bibliographiques. Il est recommandé d'utiliser les modèles {{Ouvrage}}, {{Chapitre}}, {{Article}}, {{Lien web}} et/ou {{Bibliographie}}. Le mode d'édition visuel peut mettre en forme automatiquement les références.
- Insérer une infobox (cadre d'informations à droite) n'est pas obligatoire pour parachever la mise en page.

Pour une aide détaillée, merci de consulter Aide:Wikification.
Si vous pensez que ces points ont été résolus, vous pouvez retirer ce bandeau et améliorer la mise en forme d'un autre article.

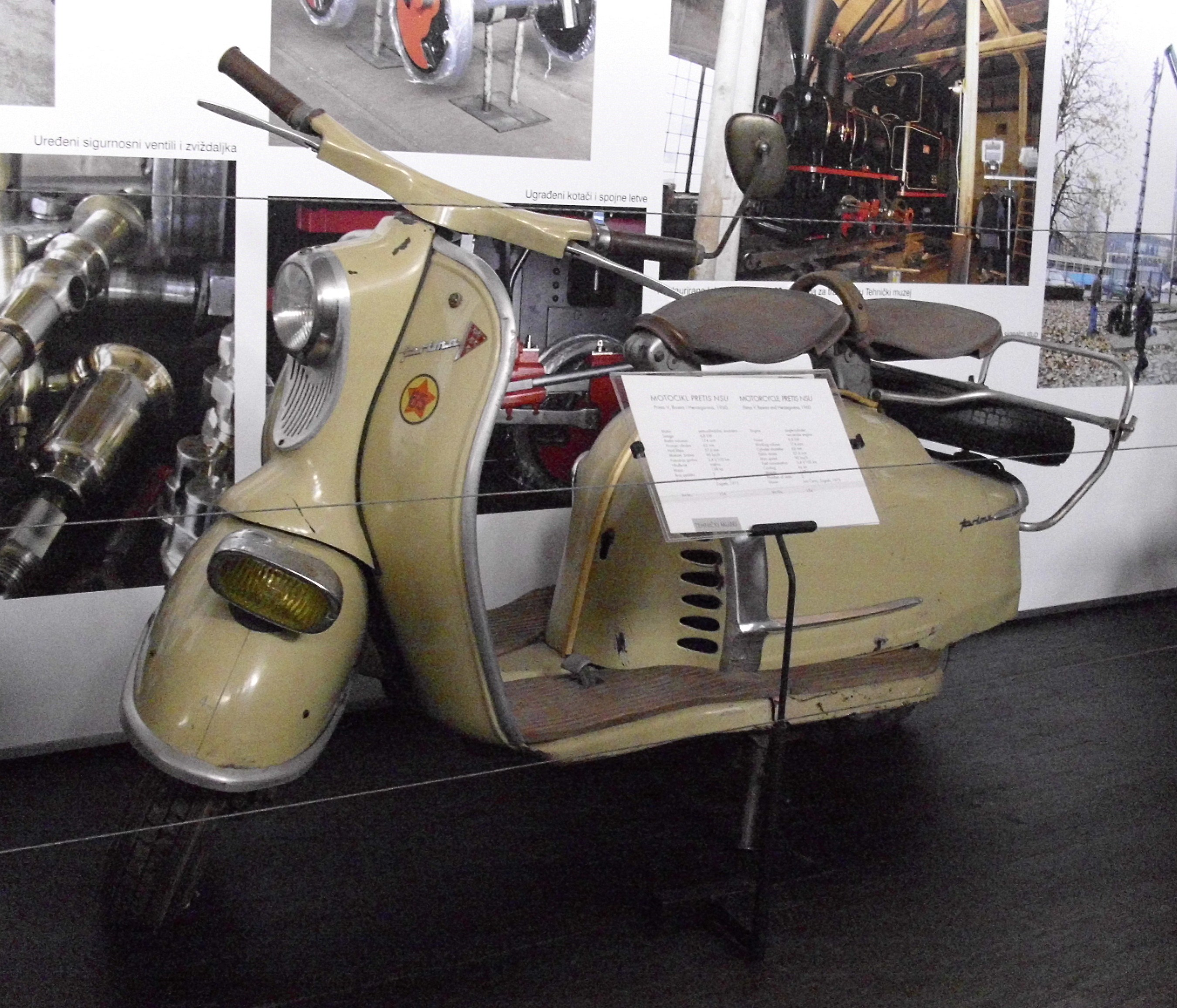
Scooter NSU-Pretis Prima V

La société Preduzeće Tito Sarajevo, aussi connue sous les noms de NSU-Pretis ou simplement Pretis, est une ancienne société d'ingénierie mécanique yougoslave basée à Vogosca, en Bosnie-Herzégovine, un des sept États formant la Yougoslavie.

## Historique
Fondée en 1948 à Vogosca près de Sarajevo, comme entreprise d'État d'armement, en 1963, elle se lance dans la production de motos (NSU Maxi) et de scooters (Maxi III et Maxi V) sous licence NSU Motorenwerke AG.
À partir de 1967, elle commence à produire sous licence, en SKD, des automobiles NSU Prinz typ 110 1200 sous les marques Pretis et NSU-Pretis. La voiture coûtait l'équivalent de 18 mois de salaire d'un ouvrier spécialisé de l'usine.
Environ 15.000 Prinz 1200 ont été assemblées en SKD et commercialisées sous les marques Pretis et NSU-Pretis entre 1967 et 1972.

En 1967, après une fusion avec trois autres fabricants d'armes yougoslaves, la société d'État Pretis devient une filiale de la holding d'État UNIS. À l'époque, la Yougoslavie comptait 4 entreprise de construction automobile :
- Zastava, principal constructeur yougoslave avec plus de 70 % des parts de marché, qui fabriquait plusieurs modèles Fiat, automobiles et camions, à Kragujevac, en Serbie,
- IMV qui assemblait des modèles Austin au début, Renault ensuite, à Novo Mesto en Slovénie,
- Cimos qui assemblait quelques modèles Citroën à Koper - Capodistria, en Slovénie,
- Pretis qui assemblait un unique modèle, la NSU Prinz 1200.

Le 10 mars 1969, Volkswagen AG rachète NSU en faillite et fusionne NSU avec Auto Union AG pour créer Audi NSU Auto Union AG. C'est ainsi que le constructeur allemand va découvrir que depuis 1967 NSU fabriquait des Prinz à Sarajevo avec l’entreprise d’Etat Pretis. La marque de Wolfsburg s’intéressa à cet étrange accord et comprit l'intérêt il pouvait avoir à produire localement des modèles en CKD pour conquérir un marché yougoslave en plein développement dominé par son concurrent italien Fiat.
En 1970, profitant de la campagne, lancée par le Maréchal Tito, d'ouverture de son pays aux investissements étrangers, le constructeur allemand Volkswagen propose une association à la holding ONIS. Pretis, actionnaire majoritaire avec 51 % du capital et VW les 49 % restants, fondent en 1970, la société TAS - Tvornica Automobila Sarajevo, à Sarajevo, en Bosnie-Herzégovine, qui deviendra d’une certaine manière la représentante de Volkswagen eu Yougoslavie. s’est intéressé à la Yougoslavie.
Une véritable usine automobile fut construite entre 1970 et 1972. Le premier modèle à sortir des chaînes en 1972 fut une Cox. Les véhicules étaient presque entièrement construits en Allemagne, seuls quelques éléments locaux étaient montés sur place. À partir de 1973, la production devient plus « autonome » avec un système de kits (CKD) provenant d’Allemagne. Entre 1972 et 1976, 31.667 exemplaires de la Coccinelle ont été fabriqués à Sarajevo, sous l’appellation 1200 J et 1300 J (J pour Yougoslavie en Serbe, Југославија). En 1976, l'usine commença l'assemblage en CKD de la Golf. Cette Golf n'était destinée qu'au marché intérieur yougoslave et ne reprenait que les finitions « entrée de gamme » (JGL et JX). Sur la calandre, le logo TAS prenait place aux côtés du logo VW. La TAS Jetta vint la rejoindre peu après.

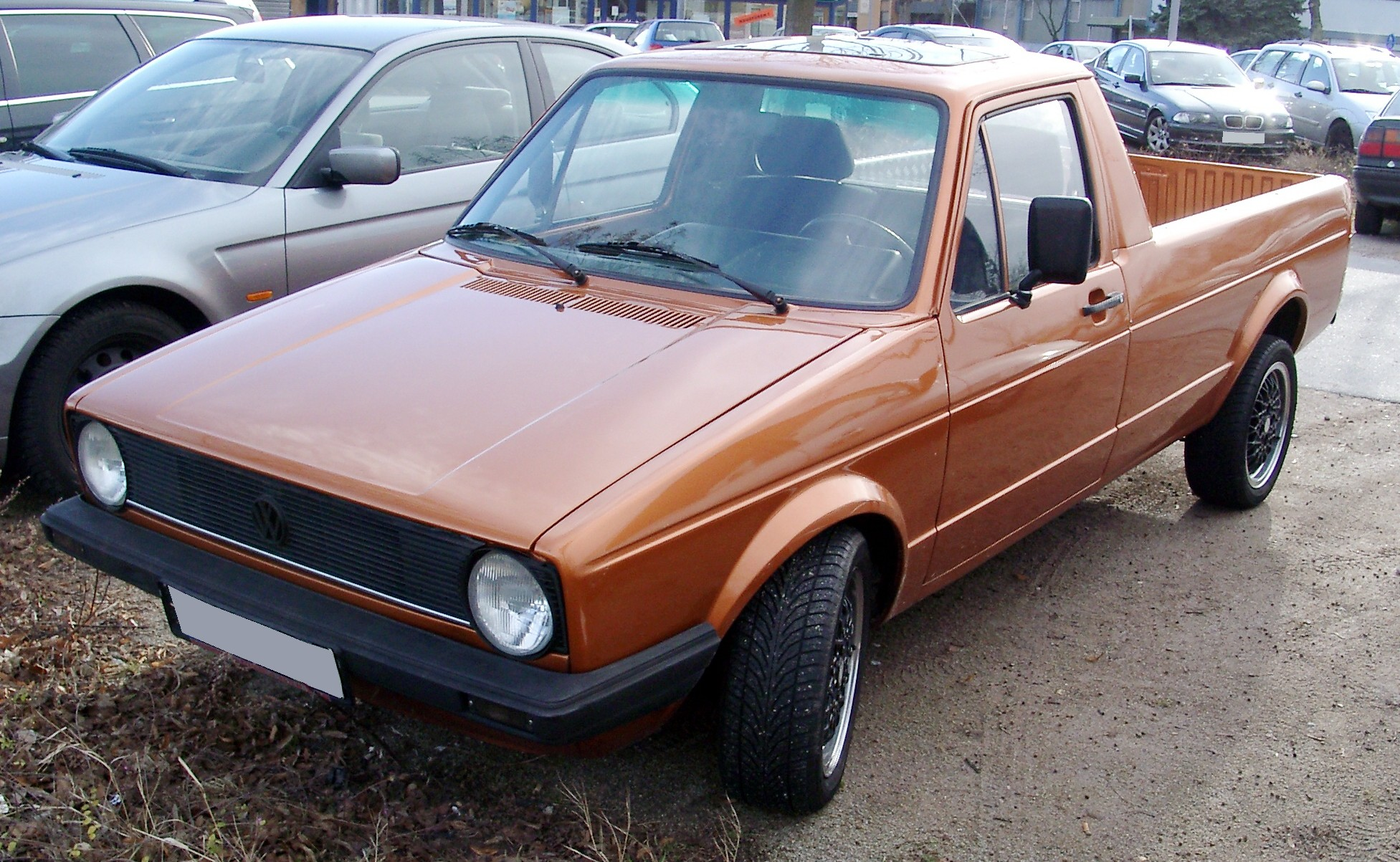
Volkswagen Caddy

En 1982, sous la pression des autorités yougoslaves, TAS se voit confier la mission de produire le modèle Caddy, la version pick-up de la Golf, pour l’Europe entière, et allait pouvoir rapporter des devises. La Caddy, jusqu’alors réservée au marché américain, où elle était produite en Pennsylvanie ou sud-africain, produite par l’usine de Uitenhage depuis 1978, allait enfin pouvoir défier ses concurrentes, auprès des artisans et agriculteurs européens. En 1984, TAS a produit 27.700 véhicules, Golf, Jetta et Caddy. En 1989, année record pour l’usine TAS qui employait 3.500 salariés pour produire 37.000 véhicules. En 1991, l’usine célébrait son 300.000 e véhicule et s’apprêtait à lancer la nouveauté de l’année, la Golf 3 mais c’était sans compter l’éclatement de la Yougoslavie après le décès du Maréchal Tito et la guerre sans merci que la Serbie déclara contre la Bosnie. L’usine fut contrainte à la fermeture. Lorsqu’en 1998 Volkswagen revint sur des lieux, on découvrit les ravages de la guerre, les machines dégradées voire volées. Des presses ont été retrouvées chez des entreprises serbes parce qu'elles commandaient les pièces détachées de maintenance auprès du fabriquant allemand.
Il fallut pas mal de temps avant que la production de véhicules puisse reprendre. La société TAS abandonnée, en 2002, l’entreprise devient "Volkswagen doo Sarajevo", filiale à 58 % de Volkswagen AG. Dès la reprise de la production, l’entreprise perd sa spécificité et ne fait qu'assembler des modèles VW, Skoda ou Audi sans aucun signe distinctif. La fabrication s'arrête en 2008 par manque de rentabilité, selon VW. Elle est transformée en usine de fabrication de composants mécaniques alimentant les usines du group VW avec des essieux, freins, réservoirs, tuyauteries, silencieux d’échappements et jantes.
Entre 2009 et 2011, l’entreprise va tenter un come-back en produisant, pour le compte de la société allemande EcoCraft, un petit véhicule utilitaire électrique, l’EcoCarier… dont la production restera très confidentielle.